# Myrioblephara albidata
Myrioblephara albidata là một loài bướm đêm trong họ Geometridae.